# Schizophonic
Schizophonic (estilizado como Schizö-phonic) é o álbum de estreia da cantora pop inglesa Geri Halliwell. Lançado após a sua separação do grupo feminino Spice Girls, este foi o primeiro projeto solo a ser lançado por uma das integrantes do grupo.
O termo schizophonic é uma aglutinação das palavras gregas schizo ("dividir") e phonic ("som"), e uma brincadeira com a palavra "schizophrenic" ("esquizofrênico") e o termo musical schizophonia ("esquizofonia").
As edições lançadas nos formatos físicos (CD e Fita cassete) possibilitam a mudança de capa, a depender de como o encarte é dobrado. Há duas opções diferentes, uma delas representando um anjo (branco) e a outra um demônio (vermelho).
Para promovê-lo foram lançados quatro singles, todos os quais tiveram sucesso comercial no Reino Unido: "Mi Chico Latino", "Lift Me Up" e "Bag It Up" atingiram a primeira posição nas paradas musicais, ao passo que o primeiro single, "Look at Me", alcançou a segunda.
A recepção do público foi favorável. As vendas alcançaram a marca de dois milhões de cópias em todo o mundo.

## Antecedentes e produção
"Tudo o que fiz, sempre fiz com paixão, com todo meu coração e minha alma. Eu não queria deixar as Spice Girls e imediatamente lançar um disco por trás disso. Por isso esperei. Eu queria descobrir quem eu sou, pesar o que eu queria projetar e obter uma estrutura, um plano de jogo para tudo isso."

—Halliwell sobre o intervalo de tempo entre ela deixar as Spice Girls e lançar seu primeiro álbum solo.
Em 31 de maio de 1998, foi anunciado que Halliwell havia deixado o grupo feminino Spice Girls, com a cantora alegando que estava sofrendo de exaustão e queria fazer uma pausa. No entanto, rumores de uma briga com a colega Melanie Brown como o motivo de sua saída foram divulgados pela imprensa. A saída de Halliwell do grupo se tornou uma das maiores notícias de entretenimento do ano, fazendo manchetes em todo o mundo.
As quatro membros restantes estavam convencidas de que o grupo continuaria e prosseguiram em sua Spiceworld Tour sem ela, no verão de 1998. Em 2007, ela afirmou no documentário da BBC One, Giving You Everything, que ela "deu tudo o que podia" e sentiu que "não pertencia mais. Elas não precisavam mais de mim, realmente, e eu definitivamente me senti muito redundante".
Como artista solo, Halliwell assinou um contrato de três álbuns com a EMI no valor de US$ 3 milhões, influenciado pelo sucesso solo de Robbie Williams depois de deixar o Take That. Ela então começou a desenvolver seu álbum de estreia, pedindo ajuda à equipe de produção da Absolute - Paul Watson e Andy Watkins - que já havia produzido músicas para as Spice Girls. Alegadamente, as quatro garotas restantes das Spice Girls disseram que se trabalhassem com Halliwell, não poderiam trabalhar com elas novamente.
Eventualmente, a dupla decidiu trabalhar com a cantora. No ano seguinte, ela lançou sua carreira solo e lançou seu álbum de estreia intitulado Schizophonic, que ela descreveu como "um cruzamento entre Julie Andrews e John Lydon".

## Lançamento e promoção
O lançamento do álbum foi promovido com um documentário, intitulado Geri, que foi dirigido por Molly Dineen e exibido pelo Channel 4, em 5 de maio de 1999, seguindo a vida de Halliwell após sua saída das Spice Girls. Mais tarde, Halliwell admitiu que "em retrospectiva, foi um erro, mas eu estava muito fora de ordem, estava sozinha e me sentia faminta de amizade e companhia intelectual, que Molly me deu porque ela é totalmente intelectual". Embora ela não se arrependa de ter feito o documentário, ela achou "uma perspectiva muito perturbadora para sequer considerar assisti-lo novamente".

## Singles
Três dos quatro singles do álbum atingiram o número um no Reino Unido, enquanto o single de estreia alcançou a posição de número dois.
O primeiro single foi "Look at Me", produzido por Absolute e Phil Bucknall. Foi lançado no Reino Unido em 10 de maio de 1999, na mesma semana que "You Needed Me" do Boyzone. No início de 1999, Boyzone estava no auge do sucesso com cinco números um no Reino Unido, no entanto, Halliwell estava confiante de que "Look at Me" alcançaria a posição. Embora mais transações tenham sido feitas do single "Look at Me", dois CDs singles de "You Needed Me" foram lançados para que os fãs comprassem ambos e assegurassem que Boyzone chegasse à posição número um. "Look at Me" estreou no UK Singles Chart no número dois, vendendo 140.000 cópias em sua primeira semana; ficou apenas 700 cópias atrás de "You Needed Me". Halliwell ficou desapontada com o resultado do desempenho, já que ela acreditava que alcançaria o topo. Como consequência, ela também temia que sua carreira fosse arruinada seis meses após o lançamento do single. "Look at Me" vendeu 330.812 cópias somente no Reino Unido, sendo certificado Ouro pela British Phonographic Industry. O videoclipe foi dirigido por Vaughan Arnell e filmado em Praga, na República Tcheca, de 18 a 20 de março de 1999. O videoclipe apresenta quatro versões de Halliwell: uma vamp, uma bitch, uma virgem e uma freira. A maior parte do videoclipe é em preto e branco, exceto em uma cena durante o funeral da persona "Ginger Spice", na qual Halliwell aparece com cabelos ruivos, mechas loiras e uma coroa de espinhos vermelha - e rindo com os olhos bem abertos. Os chinelos de rubi usados por Ginger faziam referência ao filme de 1948 The Red Shoes.
"Mi Chico Latino" estreou em primeiro lugar no UK Singles Chart em 22 de agosto de 1999, vendendo 132.000 cópias em sua primeira semana, fato que o tornou o primeiro single solo número um de Halliwell no país. Iniciou com ele uma sequência de quatro singles consecutivos da caqntora alcançando o número um no Reino Unido. Passou quinze semanas nas paradas, gerando vendas de 383.000 cópias no país, sendo certificado com um disco de prata pela British Phonographic Industry (BPI). Obteve um sucesso moderado em outras paradas de singles no mercado europeu. Na Áustria, estreou no número 34, eventualmente chegando ao número 27 e passando um total de oito semanas na tabela. Na França chegou ao número 40, permanecendo na parada por dez semanas no total. No Swiss Singles Chart de 19 de setembro de 1999, atingiu o número 26. Na Austrália estreou em seu pico, o de número 43, na edição de 5 de setembro de 1999. A música também obteve sucesso nos Estados Unidos, chegando a posição de número 19 na Hot Dance Club Songs, da revista Billboard. O videoclipe foi dirigido por Doug Nichol e filmado na Sardenha de 5 a 8 de julho de 1999.
"Lift Me Up" foi o terceiro single e o segundo a alcançar o número um no UK Singles Chart em 13 de novembro de 1999, vendendo 140.000 cópias em sua primeira semana, 30.000 cópias a mais do que "What I Am", da também ex-Spice Girl Emma Bunton. Suas vendas totais são de 346.000 cópias no Reino Unido. Obteve uma estada de quinze semanas nas paradas do país. O videoclipe de "Lift Me Up" foi dirigido por Howard Greenhalgh e filmado em outubro de 1999 em Málaga, na Espanha.
"Bag It Up" foi o último single e vendeu 106.000 cópias em sua primeira semana, tornando-se o terceiro número um solo consecutivo de Halliwell no UK Singles Chart. As vendas superaram as 260.000 cópias e o que o fez receber um certificado de disco de prata pela BPI. O videoclipe foi filmado em janeiro de 2000 e foi dirigido por Dawn Shadforth.

## Recepção crítica
| Críticas profissionais | Críticas profissionais |
| Avaliações da crítica  | Avaliações da crítica  |
| Fonte                  | Avaliação              |
| ---------------------- | ---------------------- |
| AllMusic               | [ 35 ]                 |
| BBC News               | mixed                  |
| Entertainment Weekly   | C                      |
| The Independent        | mixed                  |
| The New Zealand Herald | [ 39 ]                 |
| NME                    | 4/10                   |
| People                 | favourable             |
| Rolling Stone          | [ 42 ]                 |

Em sua crítica para o The Independent, Nicholas Barber afirmou que Schizophonic era "consideravelmente mais sofisticado e mais obviamente repleto de hits do que qualquer um dos álbuns das Spice Girls".
A revista People escreveu que "a auto-estima, os slogans Girl Power de seu antigo grupo são substituídos aqui pelas declarações corajosas, autodepreciativas, e de empoderamento [...] gêneros musicais estrangeiros (latinos e indianos), Solo Girl se comporta bem de fato".
Karen Schoemer, da revista Rolling Stone, observou que Schizophonic "é mais Girl Chutzpah do que Girl Power, e que Geri parece querer mostrar todo tipo de temperamento: doce, salgada, sedutora, mandona [...]" Segundo ela, a voz de Geri é monótona e sem síncope – ela coloca sílabas nos lugares mais intrincados entre as batidas – mas tem um charme surpreendente e inegável.
O editor do site AllMusic, Stephen Thomas Erlewine, sentiu que "infelizmente, Halliwell não tem colaboradores fortes, que sabem como explorar sua voz reconhecidamente limitada, muito dela fica um pouco chata musicalmente. Há, no entanto, faixas em Schizophonia [que] brilham com um amor alegre e descarado pelo pop e pela dança. Invariavelmente, o álbum sobe quando é otimista.
Chris Charles, escrevendo para a BBC News, notou que em Schizophonic "vemos Geri adotar - ou tentar adotar - tantos alter-egos que é difícil identificar qual é a verdadeira [...] Essa mistura e combinação é Geri por toda parte. Em um minuto ela está aparecendo com um vestido minúsculo com a bandeira do Reino Unido, no próximo ela é a figura da bibliotecária prissie segurando seu cachorrinho mimado."
Segundo o crítico da revista NME o álbum: "quebra todas as regras de sedução das revistas femininas, [e] é um ato de puro desespero. Conte os sinais: a orquestra de 60 peças; o número latino; o showtopper corajoso, a balada sentimental. É clichê como um rio de lágrimas correndo, sim, uma montanha tão alta, mas quando você está tentando ser tudo para todas as pessoas, isso é inevitável."

## Desempenho comercial
No Reino Unido, estreou no número quatro no UK Albums Chart, com vendas de 35.000 cópias. Foram vendidas nas lojas 483.853 cópias físicas, e a British Phonographic Industry (BPI) o certificou com um disco duplo de platina por atingir 600.000 cópias no total. No Canadá, estreou e alcançou o número 15. Com fortes vendas a longo prazo, foi certificado Platina com pouco mais de 100.000 cópias vendidas. Nos Estados Unidos, obteve um sucesso moderado, vendendo 40.000 cópias em sua primeira semana e chegando ao número 42 na Billboard 200, o projeto solo mais bem sucedido das Spice Girls no gráfico. Ele vendeu 500.000 cópias e recebeu uma certificação de ouro no país pela Recording Industry Association of America (RIAA). De acordo com a Nielsen SoundScan, Schizophonic vendeu 181.000 cópias até julho de 2007. O álbum também foi certificado Ouro na Austrália e na Espanha com vendas de mais de 35.000 e 50.000 cópias, respectivamente. No entanto, só alcançou o número 85 no Japão, vendendo 3.190 cópias. Em agosto de 1999, poucos meses após o lançamento, mais de 1,3 milhão de cópias foram distribuídas nas lojas. As vendas totais são de dois milhões de cópias em todo o mundo.

## Lista de faixas
Créditos adaptados do encarte do CD Schizophonic, de 1999.
Todas as faixas foram escritas por Geri Halliwell, Andy Watkins e Paul Wilson, exceto onde indicado.
| N.º            | Título                       | Compositor(es)                             | Duração |  |
| 1.             | "Look at Me"                 |                                            | 4:31    |  |
| 2.             | "Lift Me Up"                 | Halliwell, Watkins, Wilson, Tracy Ackerman | 3:52    |  |
| 3.             | "Walkaway"                   | Halliwell, Watkins, Wilson, Ackerman       | 5:03    |  |
| 4.             | "Mi Chico Latino"            |                                            | 3:16    |  |
| 5.             | "Goodnight Kiss"             |                                            | 4:20    |  |
| 6.             | "Bag It Up"                  |                                            | 3:46    |  |
| 7.             | "Sometime"                   |                                            | 4:01    |  |
| 8.             | "Let Me Love You"            |                                            | 3:45    |  |
| 9.             | "Someone's Watching Over Me" | Halliwell, Watkins, Wilson, Ackerman       | 4:15    |  |
| 10.            | "You're in a Bubble"         |                                            | 3:27    |  |
| Duração total: | Duração total:               | Duração total:                             | 40:52   |  |

## Tabelas
| Tabela musical (1999)                 | Melhor posição |
| ------------------------------------- | -------------- |
| Austrália (ARIA)                      | 22             |
| Áustria (Ö3 Austria Top 40)           | 30             |
| Bélgica (Ultratop Flandres)           | 39             |
| Bélgica (Ultratop Valônia)            | 35             |
| Canadá (Billboard)                    | 15             |
| Países Baixos (Dutch Charts)          | 85             |
| European Albums (Music & Media)       | 10             |
| Finlândia (Suomen virallinen lista)   | 11             |
| França (SNEP)                         | 50             |
| Alemanha (Offizielle Deutsche Charts) | 52             |
| Greek Albums (IFPI)                   | 8              |
| Hungria (MAHASZ)                      | 15             |
| Irlanda (IRMA)                        | 63             |
| Itália (FIMI)                         | 17             |
| Japanese Albums (Oricon)              | 85             |
| Nova Zelândia (RMNZ)                  | 19             |
| Noruega (VG-lista)                    | 12             |
| Escócia (Official Scottish Albums)    | 13             |
| Spanish Albums (Promusicae)           | 23             |
| Suécia (Sverigetopplistan)            | 43             |
| Suíça (Schweizer Hitparade)           | 31             |
| Reino Unido (Official Albums Chart)   | 4              |
| Estados Unidos (Billboard 200)        | 42             |

| Tabela musical (1999)    | Posição |
| ------------------------ | ------- |
| Australian Albums (ARIA) | 99      |
| UK Albums (OCC)          | 39      |

## Certificações e vendas
| Região                                                                                             | Certificação | Vendas    |
| -------------------------------------------------------------------------------------------------- | ------------ | --------- |
| Austrália (ARIA)                                                                                   | Ouro         | 35,000^   |
| Canadá (Music Canada)                                                                              | Platina      | 100,000^  |
| Espanha (PROMUSICAE)                                                                               | Ouro         | 50,000^   |
| Estados Unidos (RIAA)                                                                              | Ouro         | 500,000^  |
| França (SNEP)                                                                                      | Ouro         | 100,000*  |
| Itália (FIMI)                                                                                      | Platina      | 100,000*  |
| Reino Unido (BPI)                                                                                  | 2× Platina   | 600,000   |
| Resumos                                                                                            |              |           |
| Mundo                                                                                              |              | 2,000,000 |
| *números de vendas baseados somente na certificação ^distribuições baseadas apenas na certificação |              |           |